# Station Kozy Zagroda
Station Kozy Zagroda is een spoorwegstation in de Poolse plaats Kozy.